# Plagiogonus
Il genere Plagiogonus Mulsant, 1842, appartiene alla Sottofamiglia Aphodiinae della Famiglia degli Scarabaeidae dell'Ordine dei Coleotteri.

## Descrizione
Per maggiori particolari sulle caratteristiche fisiche, l'anatomia, il comportamento, l'habitat e la fenologia si rimanda alla voce Aphodiinae.
I coleotteri appartenenti al genere Plagiogonus condividono i seguenti caratteri diagnostici: 
- Sono specie di piccole dimensioni, da 2,5 a 4 millimetri; sono di forma ovale e allungata, molto convessa, più o meno lucide; di colore nero, simile alla pece; le elitre a volte sono gialle con sutura ed apice nericcio, raramente gialle con macchia brunastra sul disco.
- Il capo ha epistoma gibboso e punteggiato finemente, talvolta pubescente in avanti; il clipeo verso la parte centrale è sinuato, arrotondato o subdenticolato ai lati e con l'orlo distinto.
- Le guance o gonae sono di poco più sporgenti degli occhi, arrotondate o angolose e cigliate; la sutura frontale è impressa distintamente, no tubercolata.
- Il pronoto è trasverso, convesso e densamente punteggiato. I lati del pronoto sono arrotondati moderatamente. La base del pronoto è bisinuata debolmente, sottilmente o per niente orlata.
- Lo scutello ha forma strettamente triangolare ed è piccolo.
- Le elitre sono ovali, debolmente dilatate all'indietro, a volte denticolate all'omero; hanno strie profonde, fortemente impresse all'apice, punteggiate distintamente; la prima stria è fortemente infossata, a guisa di solco; gli intervalli sono convessi sul disco e subcareniformi all'apice.
- Le protibie sono tridentate al margine esterno nel senso distale, e debolmente serrulate nel senso prossimale; la faccia superiore è quasi liscia.
- Le metatibie, sulla faccia esterna, hanno carene robuste trasverse con all'apice una corona di spinule allungate e ineguali.
- Il pigidio è diffusamente pubescente, al margine apicale con poche ciglia allungate.
- Il dimorfismo sessuale è evidenziato nei maschi dalla gibbosità epistomale meno accentuata e dalla punteggiatura meno densa di capo e pronoto.
- L'edeago ha parameri allungati e acuminati all'apice.
- L'epifaringe è arrotondata ai lati fortemente sinuata al margine anteriore.
- L'epitorma è allungata, a forma di goccia.
- La corypha è fortemente sporgente in avanti, con una spicula centrale robusta.
- I pedia sono pubescenti presso l'apice dell'epitorma e con poche spinule frammiste.
- Le chaetopariae sono disposte in ordine sparso e robuste.
- È un genere diffuso nella regione paleartica, regione orientale e regione afrotropicale.

## Tassonomia
Attualmente (anno 2013) il genere comprende 30 specie, di cui 1 reperita in territorio italiano, e 5 sinonimi:
1. Plagiogonus arenarius (Olivier, 1789)[1]  - sporadica in Europa settentrionale; Asia minore, Kazakistan, Turkmenistan; Italia settentrionale, Calabria, Sicilia
2. Plagiogonus bortkevitshi Koshantschikov, 1916 - Cina, Mongolia
3. Plagiogonus burgaltaicus (Csiki, 1901) - Mongolia
4. Plagiogonus chan Endrödi, 1967 - Mongolia
5. Plagiogonus clypeodentatus Bordat, 1990 - Somalia
6. Plagiogonus critchlowi Bordat, 2005 - Malawi, Kenya
7. Plagiogonus culminarius Reitter, 1900 - Asia centrale, Mongolia
8. Plagiogonus duporti Paulian, 1945 - Vietnam settentrionale, Thailandia
9. Plagiogonus esimoides Reitter, 1892 - Tunisia, Algeria, Marocco, Libia
10. Plagiogonus farai Balthasar, 1955 - Afghanistan, Pakistan, Iran
11. Plagiogonus hirticeps (Péringuey, 1901) - Sudafrica, Botswana, Namibia
12. Plagiogonus inflatus Balthasar, 1938 - Cina
13. Plagiogonus krataay Masumoto, 1992 - Thailandia
14. Plagiogonus martensi Stebnicka, 1986 - Nepal
15. Plagiogonus nanoides Balthasar, 1961 - Asia minore, Turchia
16. Plagiogonus nanus Fairmaire, 1860 - Africa settentrionale, Asia minore
17. Plagiogonus oberthuri Paulian, 1936 - Bangladesh
18. Plagiogonus ohkurai Masumoto, 1992 - Thailandia
19. Plagiogonus palea Balthasar, 1967 - India (Darjeeling), Thailandia, Nepal
20. Plagiogonus praeustus Ballion, 1870 - Caucaso, Afghanistan, Siria, Cipro
21. Plagiogonus putridus (Geoffroy, 1785) - Europa, Turkestan, Caucaso, Armenia
22. Plagiogonus quadriclypealis Cervenka, 1995 - Cina (Yunnan)
23. Plagiogonus ramamiensis Stebnicka, 1981 - India (Darjeeling), Pakistan
24. Plagiogonus reitteri Koshantschikov, 1894 - Asia centrale
25. Plagiogonus ramamiensis Stebnicka, 1981 - Africa centrale
26. Plagiogonus separatus Petrovitz, 1962 - Africa centrale
27. Plagiogonus shirahatai Nakane, 1951 - Cina
28. Plagiogonus syriacus Harold, 1863 - Siria, Asia Minore, Caucaso
29. Plagiogonus tertius Bordat, 1992 - Kenya
30. Plagiogonus zobeidae Petrovitz, 1980 - Iran

### Sinonimi
1. Plagiogonus avetissiani Iablokov-Khnzoryan, 1964, sinonimo di Plagiogonus putridus
2. Plagiogonus kricheldorffi Koshantschikov, 1910, sinonimo di Plagiogonus reitteri
3. Plagiogonus peregii Endrödi, 1983, sinonimo di Plagiogonus chan
4. Plagiogonus sabulicola Mulsant, 1842, sinonimo di Plagiogonus putridus
5. Plagiogonus tesarianus Paulian, 1942, sinonimo di Plagiogonus inflatus